# Søren Kragh-Jacobsen
Søren Kragh-Jacobsen (ur. 2 marca 1947 w Kopenhadze) – duński reżyser filmowy, scenarzysta i muzyk, współtwórca manifestu Dogma 95.
Karierę artystyczną zaczynał jako muzyk. W latach 70. XX wieku wyjechał do Pragi, gdzie studiował w szkole filmowej. Po powrocie do Danii skupił się na pracy filmowej, reżyserując filmy fabularne i reklamowe, a także pracując dla telewizji. Poza granicami Danii jego najszerzej znanym obrazem jest Mifune (1999), za który otrzymał szereg nagród, m.in. Srebrnego Niedźwiedzia na 49. MFF w Berlinie. Jest również laureatem Roberta, najważniejszej duńskiej nagrody filmowej, za swój obraz Skyggen af Emma (1988) oraz amerykańskiej nagrody Daytime Emmy za film telewizyjny Wyspa przy ulicy Ptasiej (1997). W 2008, wraz z trzema pozostałymi sygnatariuszami manifestu Dogma 95, otrzymał Europejską Nagrodę Filmową za "wyjątkowe europejskie osiągnięcie w światowym kinie".
Jest żonaty z Cæcilie Nordgreen i ma dwóch synów. Mieszka w Kopenhadze.